# 河間府

直隷省の河間府の位置（1820年）

河間府（かかんふ）は、中国にかつて存在した府。宋代から民国初年にかけて、現在の河北省滄州市西部に設置された。

## 概要
1108年（大観2年）、北宋により瀛州が河間府に昇格した。河間府は河北東路に属し、河間・楽寿・束城の3県を管轄した。
金のとき、河間府は河北東路に属し、河間・粛寧の2県を管轄した。
1265年（至元2年）、モンゴル帝国により河間府は河間路総管府と改められた。元のとき、河間路は中書省に属し、録事司と河間・粛寧・斉東・寧津・臨邑・青城の6県と滄州に属する清池・楽陵・南皮・無棣・塩山の5県と清州に属する会川・靖海・興済の3県と献州に属する楽寿・交河の2県と莫州に属する莫亭・任丘の2県と陵州の合わせて1司6県6州州領17県を管轄した。
1368年（洪武元年）、明により河間路は河間府と改められた。河間府は北直隷に属し、河間・献・阜城・粛寧・任丘・交河・青・興済・静海・寧津の10県と景州に属する呉橋・東光・故城の3県と滄州に属する南皮・塩山・慶雲の3県の合わせて2州16県を管轄した。
清のとき、河間府は直隷省に属し、河間・献・阜城・粛寧・任丘・交河・寧津・呉橋・東光・故城・景州の1州10県を管轄した。
1913年、中華民国により河間府は廃止された。